# Archidiecezja Karaczi
Archidiecezja Karaczi (łac. Archidioecesis Karachiensis, ang. Archdiocese of Karachi) – rzymskokatolicka archidiecezja ze stolicą w Karaczi w prowincji Sindh, w Pakistanie. Arcybiskupi Karaczi są również metropolitami metropolii o tej samej nazwie.
W 2011 w archidiecezji służyło 35 braci i 165 sióstr zakonnych.

## Sufraganie
Jedyną sufraganią arcybiskupstwa Karaczi jest diecezja hajdarabadzka.

## Historia
20 maja 1948 papież Pius XII bullą Opportunis providentiae erygował diecezję Karaczi. Dotychczas wierni z tych terenów należeli do archidiecezji bombajskiej, która rok wcześniej została podzielona granicą pakistańsko-indyjską. Diecezja Karaczi znalazła się w metropolii bombajskiej.
15 lipca 1950 Pius XII ustanowił w Karaczi pierwszą pakistańską archidiecezję i siedzibę metropolity.
Z archidiecezji Karaczi wydzieliły się:
- 28 kwietnia 1958 – diecezja hajdarabadzka
- 9 listopada 2001 – prefektura apostolska Quetta (obecnie wikariat apostolski Quetta).

Archidiecezję w 1981 odwiedził papież Jan Paweł II.

## Biskupi diecezjalni
- James Cornelius van Miltenburg OFM (1948 – 1950)

### Arcybiskupi
- James Cornelius van Miltenburg OFM (1950 – 1958) ustąpił, aby arcybiskupem mógł zostać miejscowy kapłan; następnie mianowany biskupem Hyderabad
- kard. Joseph Cordeiro (1958 – 1994) kreowany kardynałem w 1973
- Simeon Anthony Pereira (1994 – 2002)
  - Evarist Pinto (2002 – 2004) administrator apostolski, biskup pomocniczy Karaczi
- Evarist Pinto (2004 – 2012)
- kard. Joseph Coutts (2012 – 2021) kreowany kardynałem w 2018
- Benny Mario Travas (od 2021)